# 教艦ASTRO
《教艦ASTRO》是在「Manga Time Kirara Carat」連載的四格漫畫，作者為蕃納蔥。中文版由台灣東販出版。
在Manga Time Kirara Carat vol.10和vol.11以單話完結的形式連載，而從2005年11月號開始在相同月刊開始連載。單話完結作品收錄在單行本的第一話和第二話。
由於單話刊行和連載間隔半年以上，在單話刊行時畫風較簡單，人物有些許變形，但在連載開始後便能感受到蕃納蔥纖細、肉感的獨特風格。

## 故事簡介
描寫位於東京下町運河沿岸的都立朝潮綜合高等學校中教師們的日常生活。
從主角牧和泉結束新人教師研習並擔任班導開始，和同事們過著悠閒的日子。
雖然是校園類型，但主要舞台不是教室、操場而是職員室。主要登場角色皆為教師，沒有經常登場的學生，學生出場的機會也很少。文化祭、運動會、修學旅行等學校活動也只有描寫會議、事前準備以及事後慶功宴等和學生沒有關聯的部分。
基本上每個月連載劇情相連的四格漫畫，劇情輕鬆滑稽，步調掌握出色。作品中時間會隨著連載推進，不會一再重複同一年。
在作品中時程可以看到2ch風表情、百合、同人誌等狂熱分子取向的劇情。
標題的「ASTRO」為「Asashio Sogo Teachers' ROom」的縮寫（在連載時的標題為「Asashio Sogo Teachers' Room」）。

## 登場人物

### 主要角色
牧 和泉（まき　いずみ）
本作主角。朝潮第五屆畢業生。保健體育科教師。女子籃球社顧問。
比高中生更像高中生，留短髮，具有男性化外表的女性，和藹可親，天真爛漫。想睡覺時占領保健室的床，在游泳課的自由時間自己也想游，相當具有自我風格。桌面和置物櫃一向雜亂無章，家事除了打掃浴室以外全交給母親處理。性格直率溫柔，常會考慮到哥哥和同事。擔任導師第一年相當馬虎，但接近畢業時期的出路指導時卻相當認真。相當健忘，很難記住學生的名字。
常常關心別人的戀情，自己卻沒有這種體驗。
荒井 準名（あらい　せつな）
朝潮第三屆畢業生。保健室醫生。
對病人有如天使般溫柔，但對裝病的人有如惡魔一般。具有喜歡鮮血的危險興趣。帶著眼鏡。大和泉與南雲兩屆，不過與和泉十分親近。外表看起來是以校醫身分自豪的人物，實際上卻喜歡傷口與鮮血，性格兇暴卻又具有少女情懷的一面。精通遊戲，時常帶任天堂DS和PSP到學校，並會在遊戲發售日徹夜排隊。身材不起眼，但愛輝所言「就是這樣才棒」。
在保健室中一邊玩遊戲、睡覺，一邊焦急的等待學生上門（特別是流血受傷的學生）。對新來的輔導老師谷內搶走學生而感到不滿。但每年暑假過後會有許多煩惱的女學生上門，對此感到厭煩。
和愛輝從高中時代開始交往，看是無情對待實際上是相思相愛。也有忌妒和害羞等柔弱的一面。
南雲 有子（なぐも　ゆうこ）
朝潮第五屆畢業生。與和泉同期的國文老師。弓道部顧問。
與和泉國中、高中同班的好友。平時在學校穿著和服（通勤時穿著西式服裝），文雅的女性。食量相當大，在休息時間不斷吃掉多層便當。曾經在午休前就把所有便當吃完，只好到便利商店購買食物。就和泉所言，抱起來相當舒服，常成為色狼的目標。會以色狼照片作為標靶以發洩憤怒情緒。有在和風教室賞花的大膽行動。
具有隱藏的腐女性格，同人團體椰月亭的作家。在同人會場出版自己撰寫的小說。愛好BL，妄想範圍擴及男同事。當妄想到極點時，額頭會浮現腐之紋章（腐字，為演出效果），且會增進食慾。
烏丸 要（からすま　かなめ）
英文、法文教師。硬式網球顧問。
個性溫柔，外表出眾，相當具有魅力。特徵為西裝和眼鏡。和泉所帶班級的副班導（作品初期的班級畢業後，從2007年5月開始成為其他班級的導師）。十分認真，相當受到學生歡迎，外表看起來十分完美，但實際上是喜歡和泉的同性愛者，隨身攜帶數位相機以便偷拍，有時會應為太過刺激流鼻血昏倒。頭腦清晰，體力和反射神經皆有不錯水準。不過身體狀況和年紀相應。總是有閒錢的樣子。
不是朝潮高校畢業生，但在朝潮實習。當時上課時總是緊張不已，不過被某個女學生稱讚聲音後便能夠堂堂正正的站在講台上。
牧 愛輝（まき　いつき）
朝潮第三屆畢業生。大和泉兩歲的哥哥。和泉擔任教師當年下半年度時以外聘保健體育科教師身分進入朝潮。男子籃球社顧問。
具有健壯肉體的男性，外表與個性與和泉相似。兄妹感情良好，一起坐電車通勤。雖然相當認真，卻服從於慾望之下，常常對交往對象荒井出手。身體強壯，就算被椅子敲頭也能夠平安無事，學生時代成為荒井治療的練習台。
在南雲的妄想中和諮商老師谷內配對。

### 其他教師
谷內 幸也（たにうち　さちや）
諮商老師。短髮中分，戴眼鏡的紳士。曾擔任同人誌即賣會工作人員，來到朝潮之前便知道有子的同人作家身分。
日比野 早紀
家庭科教師。在男性教師中相當有人氣，瞇著眼睛的巨乳美人。能夠在三分鐘內以剩餘材料煮成一道菜、使用拖鞋及退蟑螂的家事型女性。
佐佐木 廣
化學老師，發明奇怪藥品與器材並施加在學生身上的瘋狂科學家。
古賀 義仁
商業科教師。和篠崎熟識。喜歡日比野，32歲獨身。
櫻 河惠
國語老師。喜歡亂編故事的矮子老師。演劇部顧問。
笠井 恭子
藝術科音樂老師。沉醉在新婚的氣氛當中。
篠崎 憲次
數學老師。喜歡烏丸但進展的並不順利。喜歡女僕。
寺沼 英代
生物老師。喜歡腳部按摩，具有獨特步調的老太太。
中山 淳一
藝術科美術老師。化妝技巧高強。自由寫作部顧問。

保健體育科老師。和泉讀高中時來到朝潮就職。和泉的恩師。舞蹈部顧問。
西園寺 真
政治經濟教師。外表相當嚴格，但一講到孩子便會說個不停。運動時穿著劍道服。
築島 治美
朝潮綜合高校校長。個性慷慨，曾在學園祭時自掏腰包送老師獎金。聲明「最喜歡年輕女孩」，教師們大部分她的人選。
神崎
前任的保健室醫生。牧兄妹和南雲、荒井的老師。喜歡撫摸，在人前依然自在的性騷擾。

## 出版書籍
| 冊數 | 芳文社        | 芳文社                 | 台灣東販       | 台灣東販               |
| 冊數 | 發售日期      | ISBN                   | 發售日期       | ISBN                   |
| ---- | ------------- | ---------------------- | -------------- | ---------------------- |
| 1    | 2007年2月27日 | ISBN 978-4-8322-7615-4 | 2007年10月24日 | ISBN 978-986-176-416-0 |